# Ингемар Стенмарк
Ян Ингемар Стенмарк (на шведски: Jan Ingemar Stenmark) е шведски скиор алпиец, състезавал се през 1970-те и 1980-те години. Един от най-успешните шведски спортисти често определян като най-добрият специалист по слалом и гигантски слалом за всички времена. Двукратен олимпийски и трикратен световен шампион.

## Световна купа
Печели Световната купа 19 пъти от тях 3 пъти голямата купа, 8 пъти по слалом и 8 по гигантски слалом.
Стенмарк е спечелил повече победи за световната купа от всеки друг скиор алпиец. 86-те му първи места (46 на гигантски слалом и 40 на слалом) са с 19 повече от тези на втория в историята на спорта – Марсел Хиршер с 67. Едва през 2009 г. биатлонистът и ски бегач Оле Ейнар Бьорндален постига 87-а победа и става първият състезател във всички видове ски спорт с повече победи за световна купа.
През периода 1976 – 1978 печели голямата световна купа три пъти, след което ФИС променя правилата за класиране. Печели всички стартове по гигантски слалом през сезон 1977/78 (7 от 7) и 1978/79 (10 от 10). През сезон 1979/80 печели 10 от 11 гигантски слалома. Също печели всички стартове по слалом през 1975/76 (7 от 7), и почти всички през сезоните 1976/77 (9 от 10), 1981/82 (8 от 9), 1979/80 (7 от 8), 1974/75 (7 от 8) и 1980/81 (8 от 10).

## Олимпийски игри
Печели бронзов медал в гигантския слалом на Олимпиадата в Инсбрук през 1976 година и два златни – в слалома и гигантския слалом в Лейк Плесид през 1980. Заради статута си на професионалист Стенмарк не е допуснат на Олимпийските игри в Сараево 1984 и няма възможност да защити титлите си. През 1988 е допуснат до игрите в Калгари. 
За трите си поредни световни купи в периода 1976 – 1978, Стенмарк е награден през 1979 с Холменколен медал – най-високото норвежко отличие, давано на ски състезатели.
Награден е два пъти (1975 и 1978) със златния медал на шведския вестник Свенска Дагбладет на шведски: Svenska Dagbladets guldmedalj – ежегодно отличие за „най-значимо шведско спортно постижение за годината“. През 1978 споделя наградата с тенисиста Бьорн Борг. Само те двамата и скиорката Аня Першон (2006 и 2007) са награждавани по два пъти с този медал.

## Общи резултати
| Резултат     | Световна купа | Световен шампионат | Олимпийски игри | Общо |
| ------------ | ------------- | ------------------ | --------------- | ---- |
| 1-во място   | 86            | 3                  | 2               | 92   |
| 2-ро място   | 44            | 1                  |                 | 45   |
| 3-то място   | 27            |                    | 1               | 28   |
| 4 – 10 място |               |                    |                 | 57   |